# Jessy Ventura
Alexis Adriano, mer känd under pseudonymen Jessy Ventura, född 16 september 1993 i Villahermosa i Tabasco är en mexikansk luchador (fribrottare). 
Jessy Ventura uppträder som en exotico, en form av dragqueen, och gjorde sin debut som fribrottare år 2017 i Ciudad Madero i Tamaulipas efter att ha tränats av Baby Lover, Chessman, Flash, Gran Apache, Faby Apache, Argenis, Black Terry, Eterno och Octagoncito.
Sedan 2018 har Jessy Ventura varit ett stort namn på den mexikanska oberoende fribrottningsscenen samt nått stora framgångar i Mexikos tredje största fribrottningsförbund, Grupo Internacional Revolución (IWRG). Under 2020 bildade han tillsammans med Pasion Kristal och La Diva Salvaje gruppen Las Shotas och trion blev stora publikfavoriter under år 2020 och 2021.